# Comtesse Dracula
Pour plus de détails, voir Fiche technique et Distribution.
Comtesse Dracula (Countess Dracula) est un film britannique réalisé par Peter Sasdy, sorti en 1971.

## Synopsis
La comtesse Elisabeth découvre à la suite d'un accident que le sang de sa servante peut lui apporter la jeunesse éternelle. Elle ordonne que la jeune femme soit assassinée, et vidée de son sang pour qu'elle puisse s'en imprégner. Désormais, la comtesse a trouvé le visage de ses vingt ans. Mais cet acte sanglant ne durera pas éternellement : il lui faudra assassiner d'autres innocentes victimes pour continuer d'apparaître sous sa jeune et belle forme...
Ce film est inspiré de la comtesse hongroise Erzsebet Báthory (1560-1614), accusée du meurtre de jeunes filles.

## Fiche technique
- Titre : Comtesse Dracula
- Titre original : Countess Dracula
- Réalisation : Peter Sasdy
- Scénario : Alexander Paal, Gabriel Ronap et Peter Sasdy, d'après le livre La Comtesse sanglante, de Valentine Penrose
- Production : Alexander Paal
- Société de production : Hammer Film Productions
- Musique : Harry Robertson
- Photographie : Kenneth Talbot
- Montage : Henry Richardson
- Direction artistique : Philip Harrison
- Costumes : Raymond Hughes
- Maquillage : Tom Smith
- Pays d'origine : Royaume-Uni
- Format : Couleurs - 1,85:1 - Mono - 35 mm
- Genre : Horreur
- Durée : 93 minutes
- Date de sortie : 31 janvier 1971 (Royaume-Uni)

## Distribution
- Ingrid Pitt : la comtesse Elisabeth Nadasdy (Erzsebet Bathory)
- Nigel Green : le capitaine Dobi
- Sandor Elès : le lieutenant Imre Toth
- Maurice Denham : maître Fabio, l'historien du château
- Patience Collier : Julie Sentash, l'infirmière
- Peter Jeffrey : le capitaine Balogh
- Lesley-Anne Down : Ilona Nadasdy, la fille d'Elisabeth
- Leon Lissek : le sergent
- Jessie Evans : Rosa, la mère de Teri
- Andrea Lawrence : Ziza
- Susan Brodrick : Teri, la comtesse Chambermaid
- Ian Trigger : le clown de l'auberge
- Niké Arrighi : la diseuse de bonne aventure
- Peter May : Janco, le garde-chasse muet
- John Moore : le prêtre

## Autour du film
- Le tournage s'est déroulé aux studios Pinewood, où l'équipe pu récupérer les décors de Anne des mille jours (1969).
- Le rôle de la comtesse Elisabeth Nadasdy fut confié à Ingrid Pitt mais l'actrice Diana Rigg avait été envisagée[1].
- Bien qu'il soit bien question ici de la comtesse Bathory, cette dernière est le plus souvent nommée comtesse Nadasdy (parfois prononcé phonétiquement en "Nodosheen"). Ce n'est pas vraiment une erreur par rapport au personnage historique : la comtesse ayant épousé le comte Ferenz Nadasdy elle aurait dû logiquement être appelée ainsi. Mais, estimant que sa lignée, les Bathory, était plus prestigieuse que celle de son époux, elle préféra conserver son nom de jeune fille.
- L'image qui apparaît durant la séquence d'ouverture est une peinture de 1896 par l'artiste hongrois István Csók, montrant Elizabeth Báthory prenant plaisir à voir ses servantes torturer des jeunes filles. Dans la cour intérieure de l'un de ses châteaux, des filles nues étaient trempées pour mourir de froid dans la neige.